# Castèlnòu de Braçac
Castèlnòu de Braçac (en francès Castelnau-de-Brassac) és un municipi francès situat al departament del Tarn i a la regió d'Occitània.

## Demografia
| 1962                                       | 1968  | 1975 | 1982 | 1990 | 1999 | 2007 |
| ------------------------------------------ | ----- | ---- | ---- | ---- | ---- | ---- |
| 949                                        | 1.059 | 925  | 872  | 805  | 803  | 781  |
| Des de 1962: població sense dobles comptes |       |      |      |      |      |      |

## Administració
| Període   | Identitat           | Partit |
| --------- | ------------------- | ------ |
| 2001-2008 | Christian Rouquette |        |
| 2008-     | Christian Rigal     |        |